# Skadi

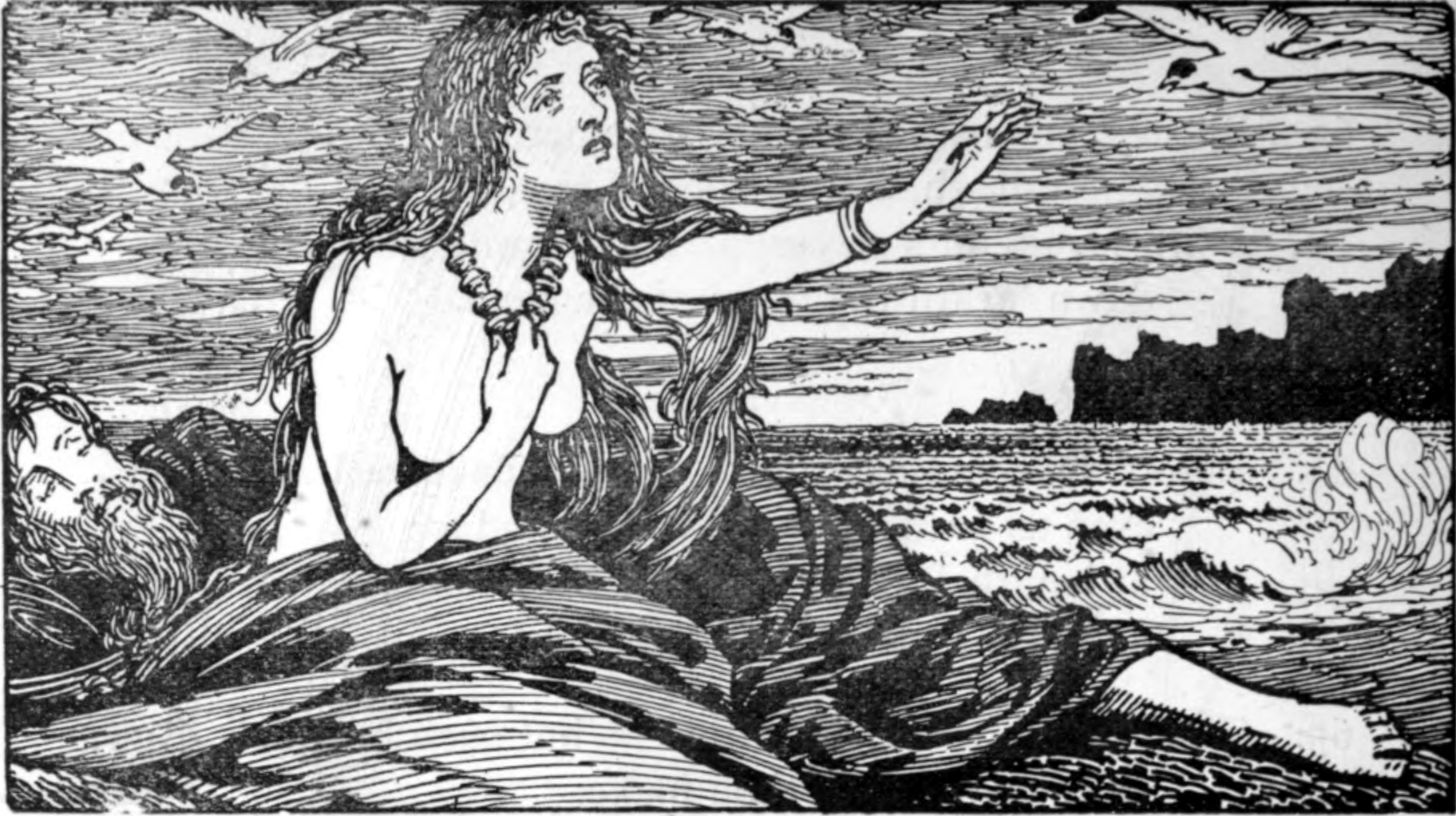
"Skadi touží po horách" od W. G. Collingwooda (1908)

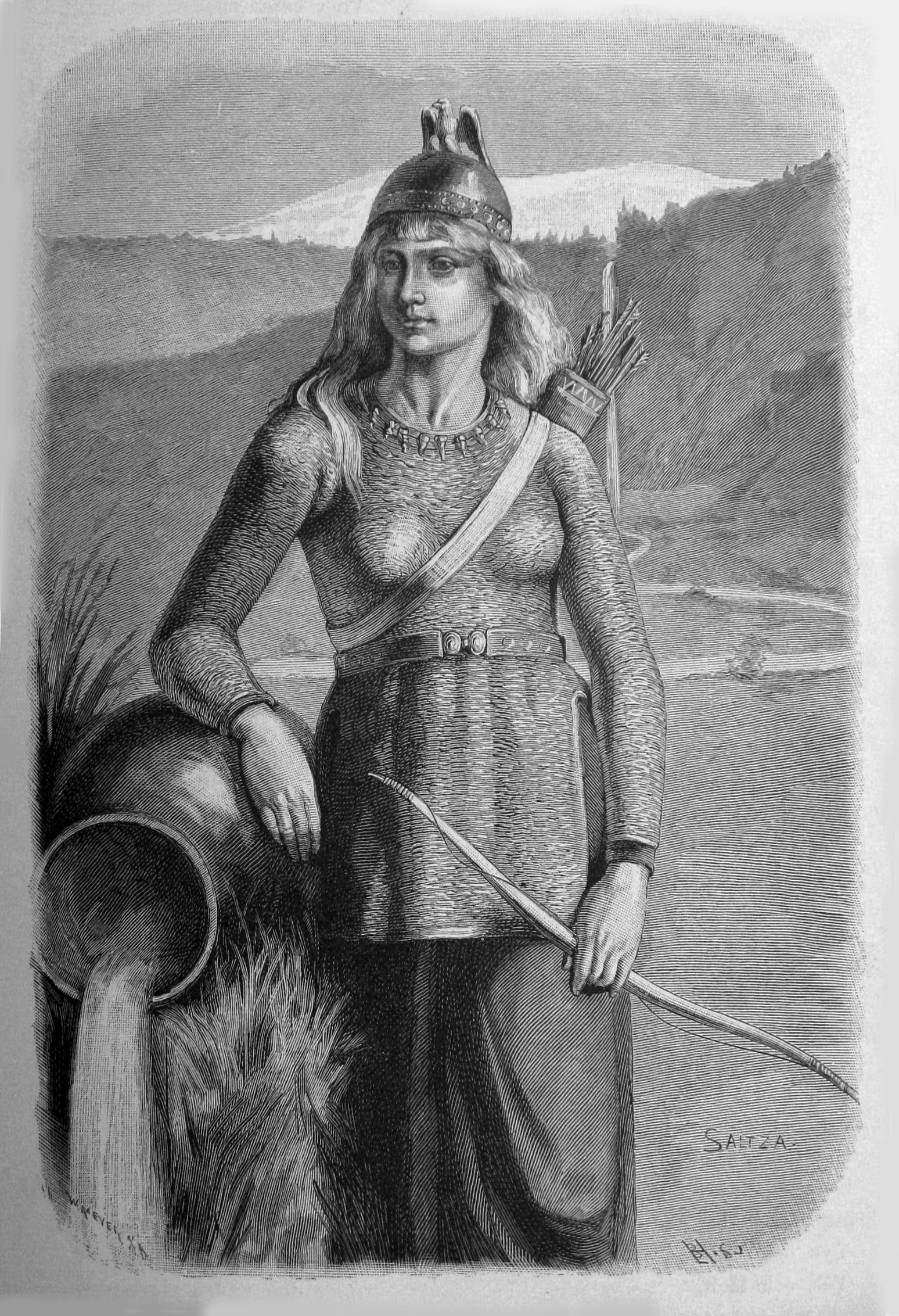
Skadi od Carla Fredericka von Saltzy (1893)

Skadi severská obryně, dcera obra Tjaziho, manželka boha Njörda. Říkalo se jí bohyně lyží, vydávala se na nich ozbrojená lukem lovit zvěř.
Když Ásové jejího otce zabili po únosu Idunn a museli Skadi nabídnout smír. Ten spočíval v tom, že si směla zvolit za muže jednoho z nich a navíc jí museli rozesmát, což bylo jejím přáním. Myslela si, že je to pro Ásy nesplnitelné přání. Ásové s tím vším však souhlasili, pod podmínkou, že si svého manžela vybere pouze podle nohou. Vybrala si samozřejmě ty nejkrásnější nohy, neboť myslela, že patří krásnému bohu Baldrovi, ale mýlila se, patřily Njördovi z Nóatúnu, kterého si pak musela vzít. A Lokimu se nakonec Skadi podařilo rozesmát, tak že přivázal jeden konec provazu k bradce kozy a druhý k svému mužskému údu. Přetahovali se navzájem sem tam a přitom ječeli a křičeli, až nakonec Loki padl Skadi do klína a ta se rozesmála. Tak byl smír uzavřen. Ódin dal Skadi ještě jednu náhradu, vzal Tjaziho oči a vyhodil je na oblohu, kde zůstaly jako dvě hvězdy.
Skadi a Njörd se nemohli dohodnout, kde bydlet. Skadi toužila po horách a chtěla zůstat v obydlí svého otce v kraji zvaném Trymheim, Njörd zase tíhl k moři. Pokusili se proto o kompromis, devět dní trávili u Skadi a devět dnů u Njörda.
Měla četné neshody s Lokim a když jej bohové připoutali ke kamenům za vraždu Baldra, pokusila se jej otrávit hadem, jehož jed mu zkapával do tváře.